# Gus Kuhn
Gus Kuhn (Birmingham, 17 oktober 1898 - 30 augustus 1966) was een Brits zakenman, maar in de jaren twintig en -dertig ook een verdienstelijk motorcoureur. Tijdens de Eerste Wereldoorlog diende hij bij de Royal Naval Air Service. 

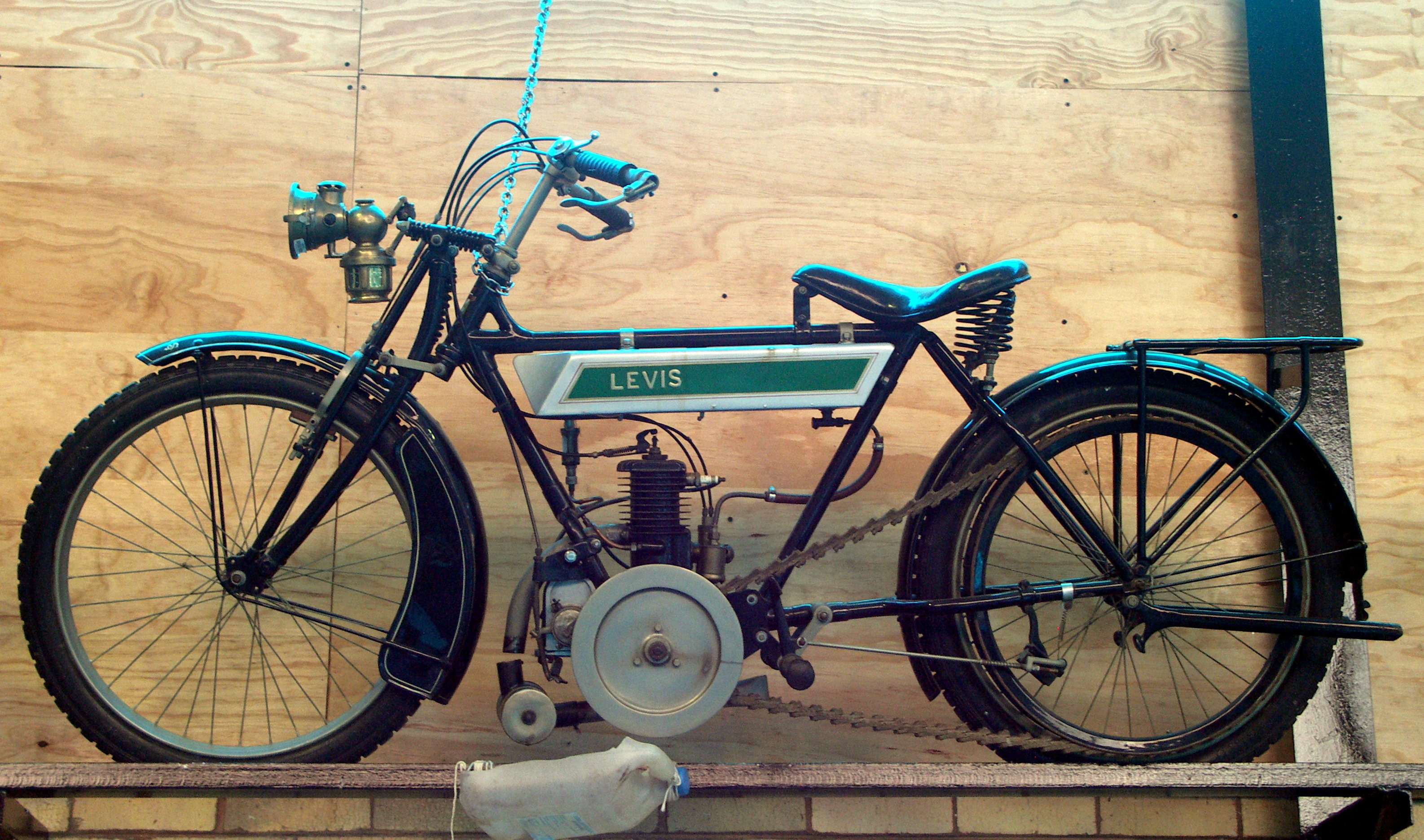
211cc-Levis uit 1920

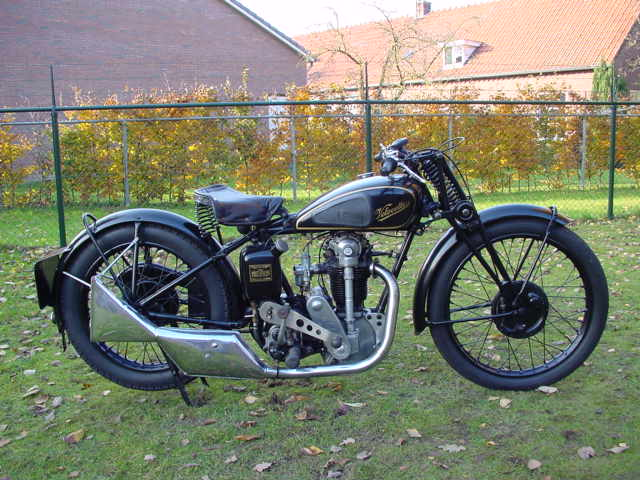
Velocette KSS Mk I.

Gus Kuhn's grootvader was van Duitse afkomst. In 1919 won Gus de eerste Victory Trial van de Birmingham Motorcycle Club met een Levis. In 1920 werd hij met een Levis zevende in de 350cc-Junior TT. Kuhn's machine mat slechts 211 cc en kwam uit in de "Lightweight Class", 250cc-machines die met de 350cc-machines mee mochten rijden. In 1922 werd hij met een Sun in de Lightweight TT. Zowel Kuhn als zijn teamgenoot Lord kregen problemen met scheurende benzineleidingen, maar door er zakdoeken omheen te draaien werden ze twaalfde en dertiende. In de volgende jaren viel hij steeds uit: in 1924 met een 175cc-Omega, in 1925 met een 500cc-Douglas en een 350cc-Velocette en in 1926 weer met een 500cc-Douglas, maar in dat jaar werd hij met de Velocette vijfde in de Junior TT. 
In 1928 stapte Gus Kuhn over naar de speedway. In die sport was meer geld te verdienen en dat was voor Kuhn, die inmiddels een vrouw en vier dochters had, belangrijk. Hij werd Captain van het Stamford Bride-speedwayteam en won het eerste Southern League Championship in 1929. Toen het team van Stamford Bridge in 1932 ophield te bestaan stapte hij over naar Wimbledon, waar hij tot 1937 reed. Daarna werd hij captain van het Lea Bridge-team. Hij vertegenwoordigde Engeland in 1930 tijdens de eerste International Test Match tegen Australië. In de jaren dertig bleef hij voor Engeland in de speedway uitkomen, maar als publiciteitsstunt reed hij in de steile wand ook tegen een rolschaatser. In de jaren vijftig reed hij nog steeds trialwedstrijden. 
In de jaren dertig begon hij een motorzaak in Londen. In 1948 nam hij een gedemobiliseerde officier in dienst: Vincent Davey, die later zijn schoonzoon werd. Davey ging de zaken voor Kuhn beheren, maar hij bracht Kuhn ook in contact met een oud-collega: officier-parachutist Dennis Lashmar, die Kuhn's eerste gesponsorde rijder werd. 
In 1966 overleed Gus Kuhn, juist toen zijn familie op het eiland Man was om de Manx Grand Prix te bekijken. 

## Isle of Man TT resultaten
| Jaar | Klasse               | Team      | Motorfiets  | Plaats |
| ---- | -------------------- | --------- | ----------- | ------ |
| 1920 | Junior TT            | Levis     | Levis       | 7      |
| 1922 | Lightweight TT       | Sun       | Sun         | 12     |
| 1924 | Ultra-Lightweight TT | Privé     | Omega       | DNF    |
| 1925 | Junior TT            | Velocette | Velocette K | DNF    |
| 1925 | Senior TT            | Douglas   | Douglas RA  | DNF    |
| 1926 | Junior TT            | Velocette | Velocette K | 5      |
| 1926 | Senior TT            | Douglas   | Douglas RA  | DNF    |